# Meteoritul Kamceatka
Meteoritul din Kamceatka a fost un eveniment de impact care a explodat în atmosfera Terrei, deasupra coastei de est a Peninsulei Kamceatka din estul Rusiei. La 18 decembrie 2018, ora locală 11:48, un asteroid de aproximativ 10 metri în diametru a intrat în atmosferă cu o viteză de 32 km/s, cu o energie echivalentă TNT de 173 kilotone și de zece ori mai puternică decât bomba atomică lnsată deasupra Hiroshimei în 1945. Obiectul a intrat într-un unghi extrem de puțin adânc, de numai 7 grade explodând la o altitudine de 25,6 kilometri.

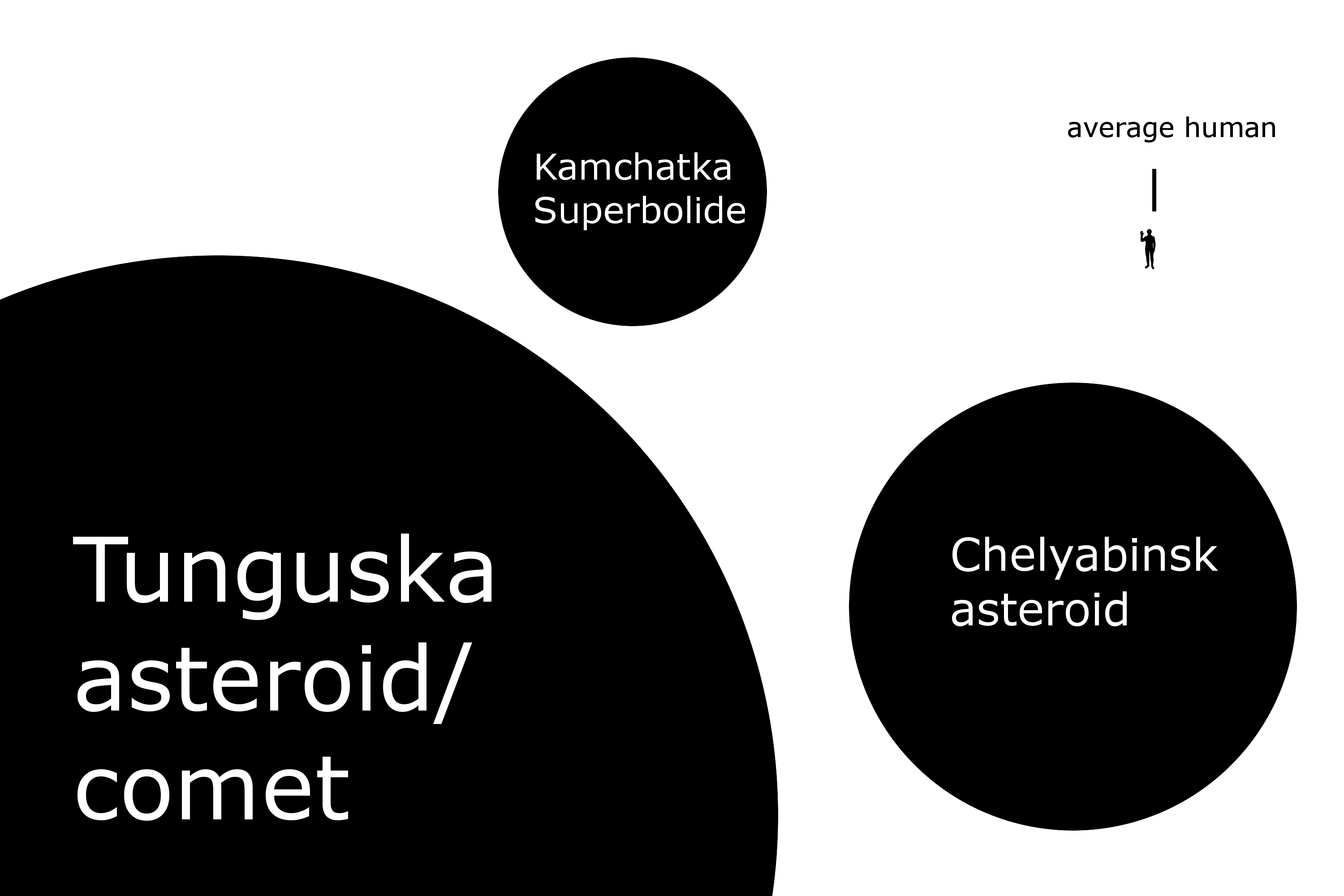
Dimensiunile aproximative ale obiectului Kamceatka, asteroidului Celeabinsk și obiectul Tunguska relativ la un om.

Pe baza energiei și vitezei impactului, asteroidul avea o masă de 1600 tone și un diametru cuprins între 9 și 14 metri, în funcție de densitatea sa. NASA a anunțat impactul la 18 martie 2019 și este cel mai mare asteroid care a intrat în impact cu Pământul de la Meteoritul de la Celeabinsk din februarie 2013, și al treilea meteorit ca mărime înregistrat din 1900, după Fenomenul Tunguska.